# Caloptilia kadsurae
Caloptilia kadsurae är en fjärilsart som beskrevs av Tosio Kumata 1966. Caloptilia kadsurae ingår i släktet Caloptilia och familjen styltmalar. Inga underarter finns listade i Catalogue of Life.